# 小行星9215
小行星9215（英語：9215 Taiyonoto）是一颗围绕太阳公转的小行星。1995年10月28日，圓舘金、渡邊和郎在北见发现了此天体。
这颗小行星的绝对星等为111.7334134614065等。